# 박남현 (정치인)
박남현(朴南炫, 1975년 12월 24일 ~ )는 대한민국의 정치인으로, 더불어민주당 소속 정당인이다.

## 학력
- 합성초등학교 졸업
- 양덕중학교 졸업
- 마산중앙고등학교 졸업
- 경상대학교 법학과 학사
- 창원대학교 행정학 석사

## 생애
경상남도 의령군에서 태어나 고성군에서 자랐고 이후 함안군으로 건너가 초등학교를 그곳에서 나왔다. 6학년 이후 마산에 정착해 합성초등학교, 양덕중학교, 마산중앙고등학교를 졸업했다. 경상대학교 법학과를 졸업하고 이후 창원대학교에서 행정학 석사를 취득했다.

## 정치 경력
2016년 대한민국 제20대 국회의원 선거 때 더불어민주당 후보로 경상남도에서도 손 꼽히는 보수 강세 지역인 창원시 마산합포구 선거구에 출마했다. 하지만 29.1% 득표에 그치며 65.25%를 득표한 현역 의원 새누리당 이주영 후보에게 2배 이상의 격차로 대패했다. 문재인 정부 출범 이후엔 대선 이후 청와대 대통령비서실에서 행정관으로 지냈다.
2020년 대한민국 제21대 국회의원 선거 때도 더불어민주당 후보로 창원시 마산합포구 선거구에 재도전했다. 이 때 사전투표 투표율이 26%를 넘으면 라면 26개를 먹겠다는 이색 공약을 내놓기도 했다. 그런데 전국 사전투표율이 26.69%라는 역대 최고치를 기록했고 본인이 출마한 창원시 마산합포구는 그보다 더 높아서 27.54%를 기록했다. 결국 4월 12일, 라면 26개 먹기 공약을 이행했다고 한다. 하지만 본 선거에서 미래통합당 최형두 후보에게 34.18% : 62.96%로 역시 2배 가까운 격차로 패배하며 낙선했다.

## 역대 선거 결과
|  | 29.10% |

|  | 34.18% |